# Ryszard Latko
Ryszard Latko (ur. 7 lutego 1941 w Woźnikach, zm. 1 października 2022 w Świdnicy) – polski pisarz, poeta i scenarzysta.

## Działalność artystyczna
Zadebiutował w miesięczniku „Opole” (nr 1 z 1974 r.) fragmentami powieści Wieś pod Bykiem. W 1976 r. w XV Konkursie Debiutu Dramaturgicznego teatru Ateneum w Warszawie otrzymał I nagrodę za sztukę Tato, tato, sprawa się rypła, napisaną gwarą z okolic Wadowic. Jej prapremierę przygotował Teatr im. Wojciecha Bogusławskiego w Kaliszu. W rok później na XVIII Festiwalu Polskich Sztuk Współczesnych we Wrocławiu autorowi Tato, tato... przyznano indywidualną nagrodę za udany debiut teatralny, a jego sztuka stała się wkrótce przebojem teatralnym scen zawodowych i amatorskich w kraju i za granicą. W sezonach 1976/1977 i 1977/1978 Tato, tato... znalazła się na czele sztuk polskich o największej frekwencji.
Prawie dwadzieścia lat później Teatr Dramatyczny im. Jerzego Szaniawskiego w Wałbrzychu wystawił drugą część Tato, tato... pt. Zakciało sie wom Kalwaryji. Utwór ten, spośród 57 zgłoszonych przedstawień, znalazł się w finałowej dwunastce Ogólnopolskiego Konkursu na Wystawienie Polskiej Sztuki Współczesnej '95. Na XII Sejmiku Wiejskich Zespołów Teatralnych – Bukowina Tatrzańska '96 – spektakl Zakciało sie wom Kalwaryji w inscenizacji Teatru Obrzędu Ludowego z Bobowej został uznany za wydarzenie artystyczne.
Ryszard Latko był również autorem słuchowisk radiowych, scenariuszy filmowych, m.in. do filmu Żeniac, serialu telewizyjnego Szanowny Pan Szczepan Żmuda wraz z jego adaptacją beletrystyczną, a także powieści regionalnej Rodzina Małolepszych pisanej i publikowanej w tygodniowych odcinkach. W swym dorobku miał również wiele opowiadań, wierszy, monodramów, szkiców literackich i tekstów publicystycznych zamieszczanych w miejscowej prasie.
Od 1966 roku mieszkał w Świdnicy.

## Radio i telewizja
- Tato, tato, sprawa się rypła – adaptacja na słuchowisko, premiera: Teatr Polskiego Radia pr. II 13 lutego 1977 r.
- Odwykówka – słuchowisko, premiera: Teatr Polskiego Radia pr. I, 21 stycznia 1979 r.
- Ożónt, czyli błąd totralny – słuchowisko, premiera: Teatr Polskiego Radia pr. IV 9 i 16 sierpnia 1981 r.
- Żeniac – autor scenariusza, reż. Janusz Kidawa, premiera TV: 8 listopada 1983 r.[4]
- Sprawa się rypła – autor pierwowzoru i dialogów, reż. Janusz Kidawa, premiera kinowa: 19 sierpnia 1985 r.[5]

## Utwory dramatyczne
Utwory dramatyczne Ryszarda Latki wystawiane były w licznych polskich teatrach, a za granicą w Teatrze Kerekasztal Tarsulas w Gogollo na Węgrzech, oraz w amatorskich teatrach robotniczych i ludowych w Polsce, Czechosłowacji i na Węgrzech.